# Personer i Sverige födda i Litauen
Till personer i Sverige med ursprung i Litauen räknas personer som är folkbokförda i Sverige och som har sitt ursprung i Litauen. Enligt Statistiska centralbyrån fanns det 2018 i Sverige sammanlagt cirka 14 700 personer födda i Litauen. 2019 bodde det i Sverige sammanlagt 19 422 personer som antingen själva var födda i Litauen eller hade minst en förälder som var det.

## Historik
Hundratals litauer flydde till Sverige under andra världskriget, de flesta med båt över Östersjön.

## Historisk utveckling

### Födda i Litauen
| Personer i Sverige födda i Litauen 1930–2024 | Personer i Sverige födda i Litauen 1930–2024 | Personer i Sverige födda i Litauen 1930–2024 | Personer i Sverige födda i Litauen 1930–2024 | Personer i Sverige födda i Litauen 1930–2024 |
| --- | -------------------------------------------- | -------------------------------------------- | -------------------------------------------- | -------------------------------------------- |
| |                                              |                                              |                                              |                                              |
| År |                                              |                                              | Folkmängd                                    |                                              |
| 1930 | 1930                                         |                                              | 149                                          |                                              |
| 1950 | 1950                                         |                                              | 415                                          |                                              |
| 1970 | 1970                                         |                                              | 743                                          |                                              |
| 1980 | 1980                                         |                                              | 255                                          |                                              |
| 1990 | 1990                                         |                                              | 233                                          |                                              |
| 2000 | 2000                                         |                                              | 785                                          |                                              |
| 2001 | 2001                                         |                                              | 939                                          |                                              |
| 2002 | 2002                                         |                                              | 1 170                                        |                                              |
| 2003 | 2003                                         |                                              | 1 334                                        |                                              |
| 2004 | 2004                                         |                                              | 1 694                                        |                                              |
| 2005 | 2005                                         |                                              | 2 315                                        |                                              |
| 2006 | 2006                                         |                                              | 3 072                                        |                                              |
| 2007 | 2007                                         |                                              | 3 825                                        |                                              |
| 2008 | 2008                                         |                                              | 4 537                                        |                                              |
| 2009 | 2009                                         |                                              | 5 572                                        |                                              |
| 2010 | 2010                                         |                                              | 6 735                                        |                                              |
| 2011 | 2011                                         |                                              | 7 836                                        |                                              |
| 2012 | 2012                                         |                                              | 8 815                                        |                                              |
| 2013 | 2013                                         |                                              | 9 624                                        |                                              |
| 2014 | 2014                                         |                                              | 10 490                                       |                                              |
| 2015 | 2015                                         |                                              | 11 345                                       |                                              |
| 2016 | 2016                                         |                                              | 12 307                                       |                                              |
| 2017 | 2017                                         |                                              | 13 659                                       |                                              |
| 2018 | 2018                                         |                                              | 14 732                                       |                                              |
| 2019 | 2019                                         |                                              | 15 596                                       |                                              |
| 2020 | 2020                                         |                                              | 15 917                                       |                                              |
| 2021 | 2021                                         |                                              | 16 434                                       |                                              |
| 2022 | 2022                                         |                                              | 17 396                                       |                                              |
| 2023 | 2023                                         |                                              | 17 944                                       |                                              |
| 2024 | 2024                                         |                                              | 17 878                                       |                                              |
| Anm.: Befolkning den 31 december respektive år förutom år 1970 som avser förhållandet den 1 november och år 1980 som avser förhållandet den 15 september. Det finns för närvarande (2017) inte någon tillgänglig statistik över litauer i Sverige på 1960-talet på statistiska centralbyråns hemsida. |                                              |                                              |                                              |                                              |